# Wassergraben

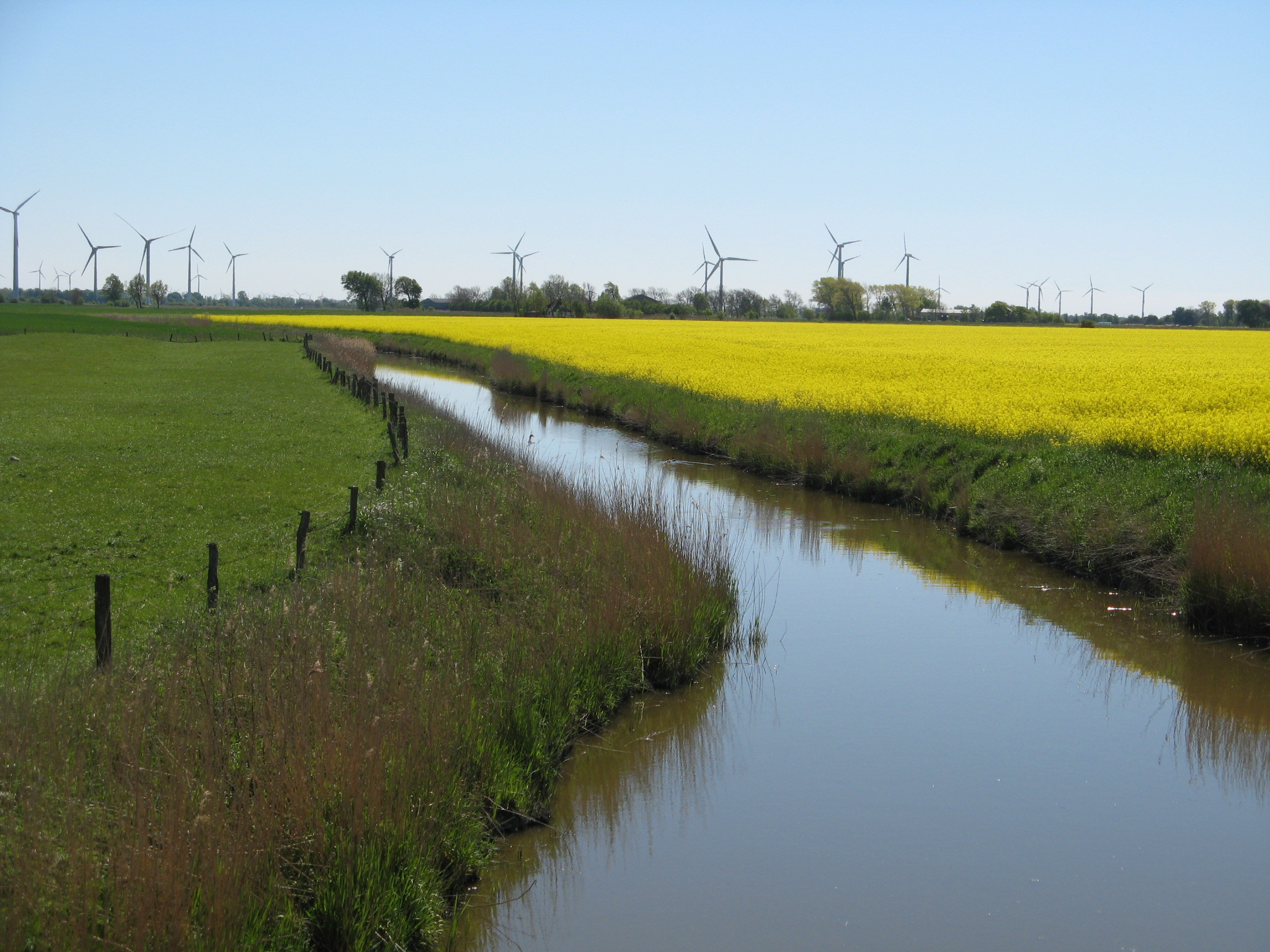
Entwässerungsgraben in der Eider-Treene-Niederung zur Eider hin. In diesem Fall handelt es sich um einen Graben, der schon vor Trockenlegung des Gebiets vorhanden war und zur weiteren Entwässerung beibehalten wurde.

Ein Wassergraben, auch Schloot, ist ein künstlich angelegtes oder ausgebautes, zumeist geringfügig fließendes Gewässer.

## Funktion
Wassergräben dienen der Wasserversorgung oder der Be- oder Entwässerung Drainage als Melioration des Bodens. Entwässerungsgräben von landwirtschaftlichen Nutzflächen werden auch als Brandgraben bezeichnet. Allgemeine Bezeichnungen sind in diesem Zusammenhang Fluter und Vorfluter.
Wassergräben – als Fließ- oder Stillgewässer Bestandteil von Befestigungsanlagen – dienten auch als künstliches Hindernis zur Verteidigung von Burgen (Burggraben), Stadtmauern (Stadtgraben) und Festungen (Festungsgraben).
Die Bewässerung großer Flächen im Münsterland oder den Niederlanden diente ebenfalls dem Zweck der Verteidigung; dort wurden Weideflächen unter Wasser gesetzt und wurden so zu schwer zu überwindenden Wasserflächen für Angreifer. Je nach Gefälle des Geländes wurden diese Gräben („Wo ein Hagen (Wall), da ein Graben“, siehe auch Wallhecke) jeweils so weit voneinander angelegt, dass das Gefälle des Geländes ausgeglichen werden konnte. Bei geringem Gefälle (z. B. 1 Meter Gefälle auf 100 Meter waagerechter Strecke) musste der Wall wenigstens 1 Meter hoch sein, oder der Abstand zwischen den Wällen wurde verringert. Bei sehr ebenen Flächen waren also weite Flächen unter Wasser zu setzen, und die Römer (und andere) hatten kaum eine Chance.
Bei Flurnamen, die auf Überfluten deuten, kann man davon ausgehen, dass hier früher von Menschen geschaffene Wassersysteme bestanden, z. B. Flothfeld, Vlothfeld, Floedfeld, Flödenveld.
Als Kunstgräben werden Wassergräben bezeichnet, über die Bergwerke mit Wasser zum Antrieb von Wasserrädern versorgt werden.

## Regionale Benennungen
In einigen Regionen gibt es für Wassergräben auch besondere Bezeichnungen:
- Züge (von „einen Graben ziehen“, Wasserabzug)
- Graft, Gräfte oder (in Norddeutschland, den Niederlanden und Flandern) Gracht (vgl. Graben, Gegrabenes)
- speziell in Hamburg auch Fleet – diese wurden – da zumeist breiter angelegt – schwerpunktmäßig als Transportweg im damaligen Warenverkehr eingesetzt. (vgl. Fließen)
- Schloot in Ostfriesland; Schlot im Emsland (vgl. Schlatt, nasse Niederung)
- Wetterung, Wettern oder Wetter in der Wesermarsch und in den Elbmarschen (im Sinne von Ent-/Wässerung)
- Fléizen in Luxemburg (vgl. Fließen)
- Ley am Niederrhein (von Leitgraben)
- Teich in Südwestdeutschland, besonders im Schwarzwald (vgl. engl. ditch: Graben)

Hauptwassergräben werden auch Landgraben genannt.
Vielfach wurden diese Gräben in der Zwischenzeit wieder zugeschüttet, sobald der ursprüngliche Zweck erfüllt war, oder durch Rohre ersetzt zur Baulanderschließung. Ihre Bezeichnung überlebte dann jedoch meist als Straßenname.